# 마티 벨라프스키
마티 벨라프스키(Marty Belafsky, 1975년 9월 19일 ~ )는 미국의 배우이다.
로스앤젤레스에서 태어났다.

## 영화
- 마이티 윈드 (2003년)
- Back by Midnight (2004)
- 4번째 테너 (2002년)
- 맨 인 블랙 2 (2002년)
- 아메리칸 스윗하트 (2001년)
- 에볼루션 (2001년)
- 진주만 (2001년)
- 월터와 프랭크 (1993년)
- 뉴스보이 (1992년) - 크럿치 역
- 스텝 바이 스텝 (1991년)